# Scarlett (Vorname)
Scarlett (vereinzelt auch Scarlet) ist ein weiblicher Vorname, der vom englischen scarlet für Scharlachrot abgeleitet ist.

## Namensträgerinnen
- Scarlett Byrne (* 1990), britische Schauspielerin und Model
- Scarlet Cavadenti (* 1965), deutsche Schauspielerin und Synchronsprecherin
- Scarlett Chorvat (* 1972), US-amerikanische Schauspielerin und Model slowakischer Herkunft
- Scarlett Hooft Graafland (* 1973), niederländische Fotografin und Performancekünstlerin
- Scarlett Johansson (* 1984), US-amerikanisch-dänische Schauspielerin und Sängerin
- Scarlett Kleint (* 1958), deutsche Drehbuchautorin
- Scarlett Pomers (* 1988), US-amerikanische Schauspielerin und Sängerin
- Scarlett Seeboldt (* 1957), deutsche Liedermacherin und Sängerin
- Scarlett Thomas (* 1972), englische Schriftstellerin
- Scarlett Werner (* 1984), deutsche Tennisspielerin

Siehe auch
- Scarlett O’Hara